# 白石 (詩人)
白石（1912年—1995年），本名白夔行，出生於平安北道定州市，北韓詩人。1929年到1934年就讀於東京青山學院。1934年入朝鮮日報社工作。1936年出版了第一本詩集《鹿》，十分擅用平安方言。
作為北韓人，其作品在韓國一直被禁止出版。直至1987年，經過廣泛的評估，被介紹到韓國。從自身角度看，這些作品被視為是開創了朝鮮現代主義，同時不失方言等文化遺產。
韓國方面曾普遍認為白石於1963年死於某農社，然而最新研究表明其逝世於1995年。